# Orthochtha angusticornis
Orthochtha angusticornis är en insektsart som beskrevs av Popov, G.B. och Fishpool 1992. Orthochtha angusticornis ingår i släktet Orthochtha och familjen gräshoppor.

## Underarter
Arten delas in i följande underarter:
- O. a. zambiae
- O. a. angusticornis